# Mistrzostwa Europy w Strzelaniu z 10 m 2014
Mistrzostwa Europy w Strzelaniu z 10 metrów 2014 – 43. edycja mistrzostw Europy w strzelaniu z 10 metrów, których zawody zostały rozegrane w Moskwie, w dniach 26 lutego-6 marca 2014 roku.
Klasyfikację medalową wygrała Ukraina przed Finlandią i Węgrami. Polska zajęła 6. pozycję w tej samej klasyfikacji. W ramach mistrzostw były rozgrywane również zawody drużyn mieszanych w strzelaniu z karabinu pneumatycznego i z pistoletu pneumatycznego (zarówno juniorów, jak i seniorów), które nie zostały uwzględnione w klasyfikacji medalowej.

## Medaliści
Seniorzy
| Konkurencja                       | Data    | Złoto                                                                   | Srebro                                                                 | Brąz                                                                 |
| MĘŻCZYŹNI                         |         |                                                                         |                                                                        |                                                                      |
| karabin, 10 m                     | 4 marca | Ołeh Carkow                                                             | Witalij Bubnowicz                                                      | Nazar Ługiniec                                                       |
| karabin, 10 m (druż.)             | 4 marca | Białoruś · Ilja Czarniejka · Witalij Bubnowicz · Juryj Szczerbacewicz   | Ukraina · Ołeh Carkow · Siergiej Kasper · Serhij Kulisz                | Rosja · Nazar Ługiniec · Siergiej Krugłow · Dienis Sokołow           |
| pistolet, 10 m                    | 5 marca | Ołeh Omelczuk                                                           | Witalij Kudzi                                                          | João Costa                                                           |
| pistolet, 10 m (druż.)            | 5 marca | Ukraina · Ołeh Omelczuk · Wiktor Bankin · Dienys Kusznirow              | Włochy · Dino Briganti · Luca Tesconi · Mauro Badaracchi               | Białoruś · Witalij Kudzi · Jauhienij Zajczyk · Juryj Dauchapolau     |
| ruchoma tarcza, 10 m              | 5 marca | Łukasz Czapla                                                           | Władisław Prianisznikow                                                | József Sike                                                          |
| ruchoma tarcza, 10 m (druż.)      | 4 marca | Węgry · József Sike · Tamás Tasi · László Boros                         | Rosja · Michaił Azarenko · Maksim Stepanow · Aleksander Blinow         | Finlandia · Krister Holmberg · Tomi-Pekka Heikkila · Sami Heikkila   |
| ruchoma tarcza, 10 m, mix         | 3 marca | Krister Holmberg                                                        | Władisław Prianisznikow                                                | Emil Martinsson                                                      |
| ruchoma tarcza, 10 m, mix (druż.) | 3 marca | Finlandia · Krister Holmberg · Tomi-Pekka Heikkila · Sami Heikkila      | Rosja · Michaił Azarenko · Aleksander Blinow · Maksim Stepanow         | Węgry · László Boros · Tamás Tasi · József Sike                      |
| KOBIETY                           |         |                                                                         |                                                                        |                                                                      |
| karabin, 10 m                     | 5 marca | Julianna Miskolczi                                                      | Andrea Arsović                                                         | Ivana Maksimović                                                     |
| karabin, 10 m (druż.)             | 5 marca | Serbia · Ivana Maksimović · Andrea Arsović · Dragana Todorović          | Niemcy · Barbara Engleder · Sonja Pfeilschifter · Jessica Mager        | Włochy · Martina Pica · Petra Zublasing · Sabrina Sena               |
| pistolet, 10 m                    | 4 marca | Stefanie Thurmann                                                       | Monika Karsch                                                          | Wiktorija Czajka                                                     |
| pistolet, 10 m (druż.)            | 4 marca | Rosja · Liubow Jaskiewcz · Margarita Siemienowa · Jekaterina Korszunowa | Niemcy · Stefanie Thurmann · Monika Karsch · Dordżsürengijn Mönchbajar | Francja · Céline Goberville · Stéphanie Tirode · Sandrine Goberville |

Juniorzy
| Konkurencja                       | Data    | Złoto                                                                 | Srebro                                                                  | Brąz                                                              |
| MĘŻCZYŹNI                         |         |                                                                       |                                                                         |                                                                   |
| karabin, 10 m                     | 2 marca | Maximilian Dallinger                                                  | Władimir Maslennikow                                                    | Lorenzo Buffard                                                   |
| karabin, 10 m (druż.)             | 2 marca | Francja · Alexis Raynaud · Lorenzo Buffard · Brian Baudouin           | Rosja · Władimir Maslennikow · Jewgienij Iszczenko · Władisław Fietisow | Niemcy · Maximilian Dallinger · Andre Link · Johannes Frueh       |
| pistolet, 10 m                    | 3 marca | Pawło Korostylow                                                      | Emils Vasermanis                                                        | Alexander Kindig                                                  |
| pistolet, 10 m (druż.)            | 3 marca | Ukraina · Pawło Korostylow · Oleksij Sydorienko · Witalij Jewtuszenko | Rosja · Ilja Lipkin · Jewgienij Borowoj · Andriej Poczepko              | Łotwa · Lauris Strautmanis · Emils Vasermanis · Gvido Cvetkovs    |
| ruchoma tarcza, 10 m              | 5 marca | Władisław Szczepotkin                                                 | Mika Kinisjarvi                                                         | Jani Suoranta                                                     |
| ruchoma tarcza, 10 m (druż.)      | 4 marca | Finlandia · Jani Suoranta · Mika Kinisjarvi · Heikki Lahdekorpi       | Ukraina · Władisław Szczepotkin · Ihor Kizyma · Oleksandr Kasjanenko    | Rosja · Arsenij Czefonow · Dmitrij Szagalin · Walerij Dawydow     |
| ruchoma tarcza, 10 m, mix         | 3 marca | Heikki Lahdekorpi                                                     | Mika Kinisjarvi                                                         | Jani Suoranta                                                     |
| ruchoma tarcza, 10 m, mix (druż.) | 3 marca | Finlandia · Heikki Lahdekorpi · Mika Kinisjarvi · Jani Suoranta       | Ukraina · Ihor Kizyma · Władisław Szczepotkin · Ołeksandr Kasjanenko    | Armenia · Razmik Minasjan · Szant Sargsjan · Artur Petrosjan      |
| KOBIETY                           |         |                                                                       |                                                                         |                                                                   |
| karabin, 10 m                     | 3 marca | Vanessa Hofstetter                                                    | Tina Grünwedel                                                          | Sarah Hornung                                                     |
| karabin, 10 m (druż.)             | 3 marca | Szwajcaria · Sarah Hornung · Vanessa Hofstetter · Nina Christen       | Niemcy · Tina Grünwedel · Nina Laura Kreutzer · Charlenn Bänisch        | Włochy · Maria Schiava · Martina Ziviani · Andrea Oseguera Riojas |
| pistolet, 10 m                    | 2 marca | Anna Korakaki                                                         | Polina Konariewa                                                        | Witalina Bacaraszkina                                             |
| pistolet, 10 m (druż.)            | 2 marca | Polska · Klaudia Breś · Joanna Tomala · Agata Nowak                   | Rosja · Witalina Bacaraszkina · Margarita Łomowa · Daria Łopatina       | Czechy · Silvie Získalová · Markéta Krykorková · Tereza Přibáňová |
| ruchoma tarcza, 10 m              | 4 marca | Veronika Major                                                        | Darja Rożniatowska                                                      | Lilit Mykyrtczian                                                 |
| ruchoma tarcza, 10 m, mix         | 2 marca | Veronika Major                                                        | Darja Rożniatowska                                                      | Nadija Dienhina                                                   |

## Klasyfikacja medalowa
| Poz. | Reprezentacja | złoto | srebro | brąz | Razem |
| ---- | ------------- | ----- | ------ | ---- | ----- |
| 1.   | Ukraina       | 6     | 8      | 1    | 15    |
| 2.   | Finlandia     | 5     | 2      | 3    | 10    |
| 3.   | Węgry         | 4     | 0      | 2    | 6     |
| 4.   | Niemcy        | 2     | 5      | 2    | 9     |
| 5.   | Szwajcaria    | 2     | 0      | 1    | 3     |
| 6.   | Polska        | 2     | 0      | 0    | 2     |
| 7.   | Rosja         | 1     | 6      | 4    | 11    |
| 8.   | Białoruś      | 1     | 2      | 2    | 5     |
| 9.   | Serbia        | 1     | 1      | 1    | 3     |
| 10.  | Francja       | 1     | 0      | 2    | 3     |
| 11.  | Grecja        | 1     | 0      | 0    | 1     |
| 12.  | Włochy        | 0     | 1      | 2    | 3     |
| 13.  | Łotwa         | 0     | 1      | 1    | 2     |
| 14.  | Armenia       | 0     | 0      | 2    | 2     |
| 15.  | Czechy        | 0     | 0      | 1    | 1     |
|      | Portugalia    | 0     | 0      | 1    | 1     |
|      | Szwecja       | 0     | 0      | 1    | 1     |